# Ulica Sokoła w Rzeszowie
Ulica Sokoła w Rzeszowie − ulica znajdująca się w centrum miasta Rzeszowa. Rozpoczyna się od Alei płk Łukasza Cieplińskiego, a kończy na Placu Farnym.

## Historia
Historia tego miejsca sięga XVI wieku, kiedy to ponoć ubogiemu mieszkańcowi Rzeszowa Jakubowi Dado (według niektórych źródeł Jakóbowi (staropolska pisownia) Ado) w tym miejscu ukazała się Matka Boska. Zdecydował się postawić tutaj małą kapliczkę. Kilka lat później powstał tu drewniany kościółek. Mikołaj Spytko Ligęza wybrał to miejsce na mauzoleum rodzinne i postawił nową świątynię, do której sprowadził oo. bernardynów. W świątyni tej znajduje się figura Matki Boskiej Rzeszowskiej − patronki miasta. Po zniszczeniu starej kapliczki (najprawdopodobniej w XVIII wieku), bernardyni postawili nową, tym razem z figurą Jana z Dukli. Pod koniec XIX wieku figurę św. Jana przeniesiono do innej kaplicy. W 1898 roku na miejscu objawień (przed siedzibę Towarzystwa Zaliczkowego i Kredytowego zał. w 1870 roku) ustawiono cokół z figurą Madonny i napisem „Królowo Polski zbaw lud Twój”. Miejsce to przetrwało bez większych strat II wojnę światową, jednak za czasów PRL-u zostało niemal zdewastowane.
W 1951 ulica Sokoła została przemianowana na ul. Jana Tkaczowa. Później używano nazwy Ferdynanda Tkaczowa, a w 1990 powrócono do dawnej nazwy ulicy.

## Wybrane zabytki
- Bazylika Wniebowzięcia Najświętszej Maryi Panny (ul. Sokoła 8)
- Klasztor Bernardynów
- Biblioteka Miejska i Wojewódzka (ul. Sokoła 13)

Według projektu krakowskiego architekta − Tadeusza Stryjeńskiego. Ukończona w 1902 roku jako siedziba powiatu rzeszowskiego. W czasie II wojny światowej mieścił się tutaj urząd pracy (Arbeitsamt), od 1955 roku mieści się tam biblioteka wojewódzka i miejska.
- Teatr im. Wandy Siemaszkowej (dawny Gmach Sokoła (zdjęcia obok))

Wybudowany według projektu Albina Zagórskiego w latach 1890−1900. Elewacja projekt Franciszka Skowrona, zmieniona całkowicie w latach 60. zrekonstruowana w 2006 roku. W 1895 roku miał miejsce zjazd założycielski, PSL-u, a sześć lat później rzeszowskich skautów.
- Willa Holzerów (Sokoła 5)

Neorenesans, obecnie mieści się tam siedziba dyrekcji teatru.
- Gmach Towarzystwa Zaliczkowego i Kredytowego (obecnie BRE Bank)

Budynek zupełnie odnowiony.